# Roman Rudenko
Roman Andriejewicz Rudenko, ros. Роман Андреевич Руденко (ur. 25 lipca?/7 sierpnia 1907 w Nosówce, zm. 23 stycznia 1981 w Moskwie) – w latach 1953–1981 prokurator generalny ZSRR, Bohater Pracy Socjalistycznej (1972). Oskarżyciel w pokazowym procesie szesnastu (1945), a także główny oskarżyciel z ramienia ZSRR w procesie norymberskim (1946). W 1953 roku otrzymał rangę rzeczywistego państwowego radcy sprawiedliwości. W 1947 odznaczony Krzyżem Komandorskim Orderu Odrodzenia Polski za wybitne zasługi na polu ścigania niemieckich przestępców wojennych oraz okazywanie pomocy delegacji polskiej podczas procesu w Norymberdze.